# Richard Wagner (Philologe)
Richard Anton Wagner (* 29. Mai 1860 in Kamenz; † 7. Februar 1937 in Dresden) war ein deutscher Klassischer Philologe und Gymnasiallehrer.

## Leben
Richard Anton Wagner besuchte ab 1870 die Kreuzschule zu Dresden (unter dem Direktor Friedrich Hultsch) und studierte von 1879 bis 1883 in Leipzig und Berlin Klassische Philologie. Er wurde Mitglied des Klassisch-Philologischen Vereins Leipzig im Naumburger Kartellverband. Von 1884 bis 1886 war er im Probedienst an der Kreuzschule tätig und wurde anschließend als Gymnasiallehrer fest angestellt. Zu Ostern 1908 wechselte er als Rektor an das Vitzthumsche Gymnasium zu Dresden. Michaelis 1924 trat er in den Ruhestand.
Neben seiner Tätigkeit im Schuldienst beschäftigte sich Wagner mit philologischer Forschung. Nach seiner Dissertation über inschriftlich überlieferte Epigramme, mit der er 1883 bei Georg Curtius und Otto Ribbeck promoviert wurde, bildete die griechisch-römische Mythologie und Mythographie sein Hauptarbeitsgebiet. In der Vatikanischen Bibliothek entdeckte er eine Epitome der Bibliotheke des Apollodor des Pseudo-Apollodor, die er 1891 gesondert herausgab. 1894 lieferte er eine weitere kritische Edition der Bibliotheke in der Reihe Mythographi Graeci, die 1926 in zweiter Auflage erschien und mehrmals nachgedruckt wurde. Außerdem verfasste er um die Jahrhundertwende zahlreiche mythologische Artikel für Roschers Ausführliches Lexikon der griechischen und römischen Mythologie und Paulys Realencyclopädie der classischen Altertumswissenschaft.
Nach diesen Spezialstudien verfasste Wagner zusammen mit Franz Poland, Fritz Baumgarten und Ernst Reisinger einige populäre Schriften über die antike griechische Kultur.

## Veröffentlichungen (Auswahl)
- mit Fritz Baumgarten, Franz Poland: Die hellenistisch-römische Kultur. Teubner, Leipzig/Berlin 1913.
- mit Fritz Baumgarten, Franz Poland: Die antike Kultur in ihren Hauptzügen. Teubner, Leipzig 1922, 2. Auflage 1925.